# 大东亚战争

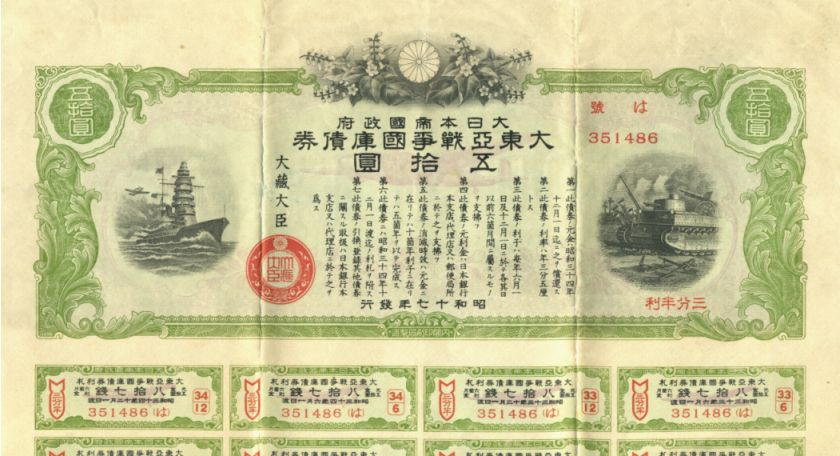
大东亚战争日本政府國庫債

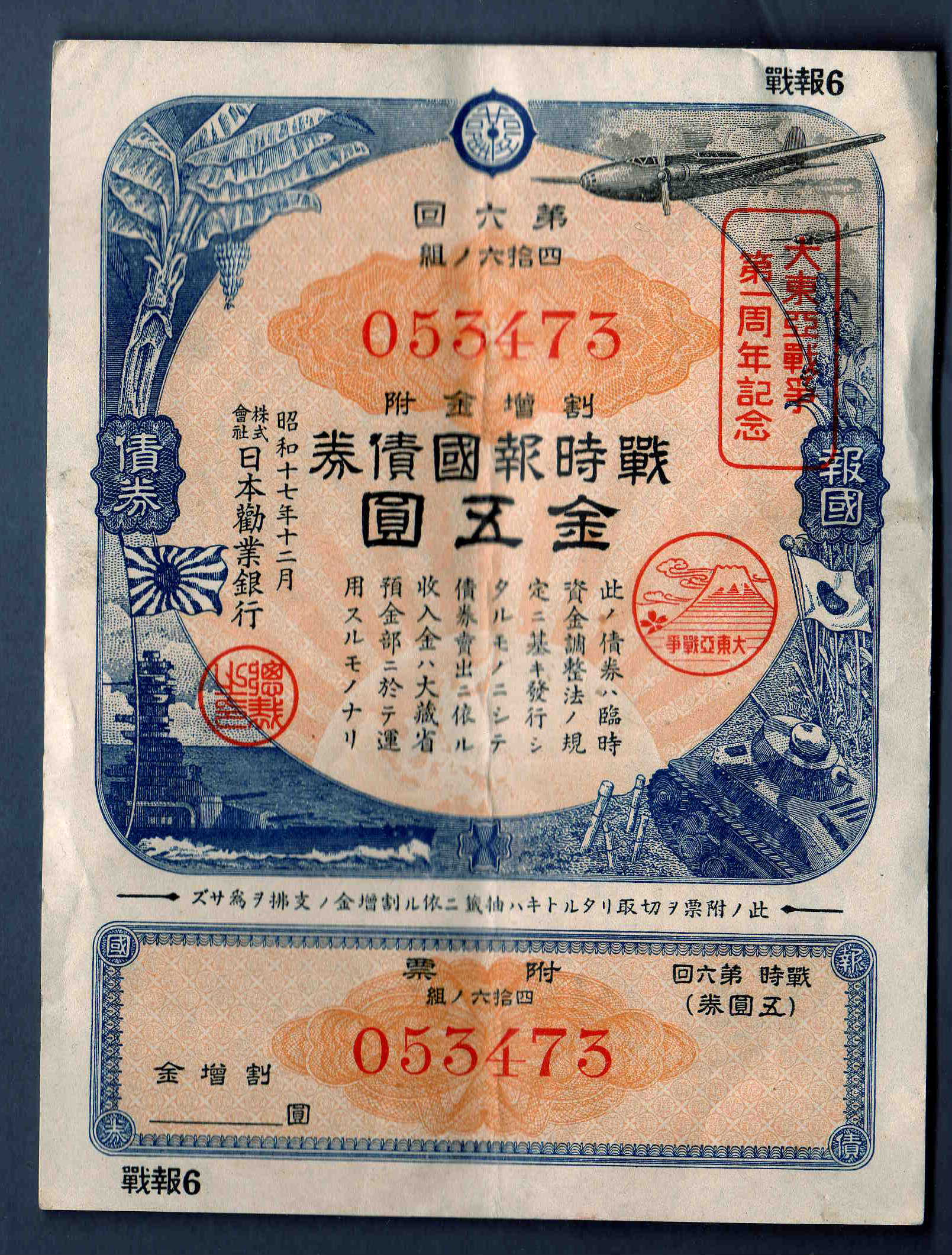
为了大东亚战争第一周年纪念，日本劝业银行发行的“战时报国债券”

大東亞戰爭（日语：〔〕／ daitoua sensou）是日本对第二次世界大战時在遠東和太平洋戰場的戰爭總稱。其目的是為建立以日本為中心的「大東亞共榮圈」，解放受英國、美國、荷蘭殖民的东亚人民及殖民地。這個名稱是在1941年12月12日確定的，其意義為「為大東亞新秩序建設而進行的戰爭」。这一词在日本战败后被驻日盟军总司令部视为“战时用语”而禁止使用，如今日本多使用“太平洋战争”和“十五年战争”两词来表示这一时期日本对美英、对东亚和东南亚各国发动的战争。

## 概要
亞洲太平洋戰爭開始後，日本政府就決定將戰爭稱為「大東亞戰爭」:122。這一系列戰爭，是日本自九一八事變前便從軍備、政治體制、外交關係、意識形態上準備已久、尋機發動的侵略戰爭。對他國主權和侵略地區人民的人權有嚴重的侵害。在相當長的時間內破壞了東亞的發展，給中国和日本殖民地朝鲜半岛以及东南亚各地造成了嚴重的經濟破壞、深重的人道主義災難、意識形態上的惡果、不斷延續下去的戰亂、以及長期的後遺症。其實，日本發動「大東亞戰爭」之真實目的，正如1941年11月20日在「南方佔領地行政實施要領」中提出的：「當前，對佔領地實施軍政統治，恢復治安，迅速獲得重要國防資源，使作戰軍隊能夠自給。」:122所謂「重要國防資源」，就是石油、錫、鎢、橡膠、奎寧等；所謂「自給」是指日軍要在佔領地把軍需物資搞到手:122。
1943年5月，在決定召開大東亞會議之御前會議上，曾經制訂「大東亞戰略指導大綱」，提出：「決定將馬來、蘇門答臘、爪哇、婆羅洲、蘇拉威西劃為帝國領土，作為重要資源供應地進行開發，務要控制當地的民心。」:122在日本國內有些人不认为日本发动的这一系列战争为侵略战争，肯定它為“驅逐白人殖民者，解放亞洲的聖戰”。另外有的人雖然观点相近，但卻抱怨成功的渺茫和戰敗所带来的痛苦。譬如司馬遼太郎在《龍馬行》中表示:“……大東亞戰爭恐怕是世界史上最大宗的怪事件，依常識判斷也知道此役必敗，為何陸軍軍閥仍執意發動戰爭呢？那是因為曾被主導維新的志士一把推開的這個未開化、盲目且土味濃厚的宗教性攘夷思想，到了昭和時代卻在無知的軍人腦中復甦。駭人的是，此思想竟披著‘革命思想’的外衣煽動軍方，最後將數百萬國民逼上絕路。”。

### 昭和天皇的戰爭指揮
戰前「大日本帝國憲法」規定，天皇是現人神，是日本國家之主權者，統治國家之一切；天皇還具有指揮和統帥軍隊之最高權力，有宣戰和停戰之決定權；在此意義上，日本之軍隊被稱為「皇軍」；「大日本帝國憲法」第三條還規定，「天皇神聖不可侵犯」，認為不能讓天皇負政治和軍事之責任，而規定政治上由輔佐天皇之各國務大臣協助天皇而負責，軍事上由輔助天皇之統帥部（陸軍之參謀本部和海軍之軍令部）協助天皇而負責:126。
1937年中日戰爭全面開始後，為指揮擴大之戰爭，在皇宮內成立大本營，也就是陸海軍最高司令官——昭和天皇大元帥之總司令部，是指揮戰爭之最高統帥機關；大本營以參謀總長和軍令部長為幕僚長，海陸軍大臣參加，所以等於是軍部領導人之會議；此外，昭和天皇還發布敕語和嘉獎令，激勵戰鬥之勝利和軍事行動之成功，目的是提高國民之「戰鬥意志」，為發揚「國威」起到鼓勵作用:126。

### 八紘一宇

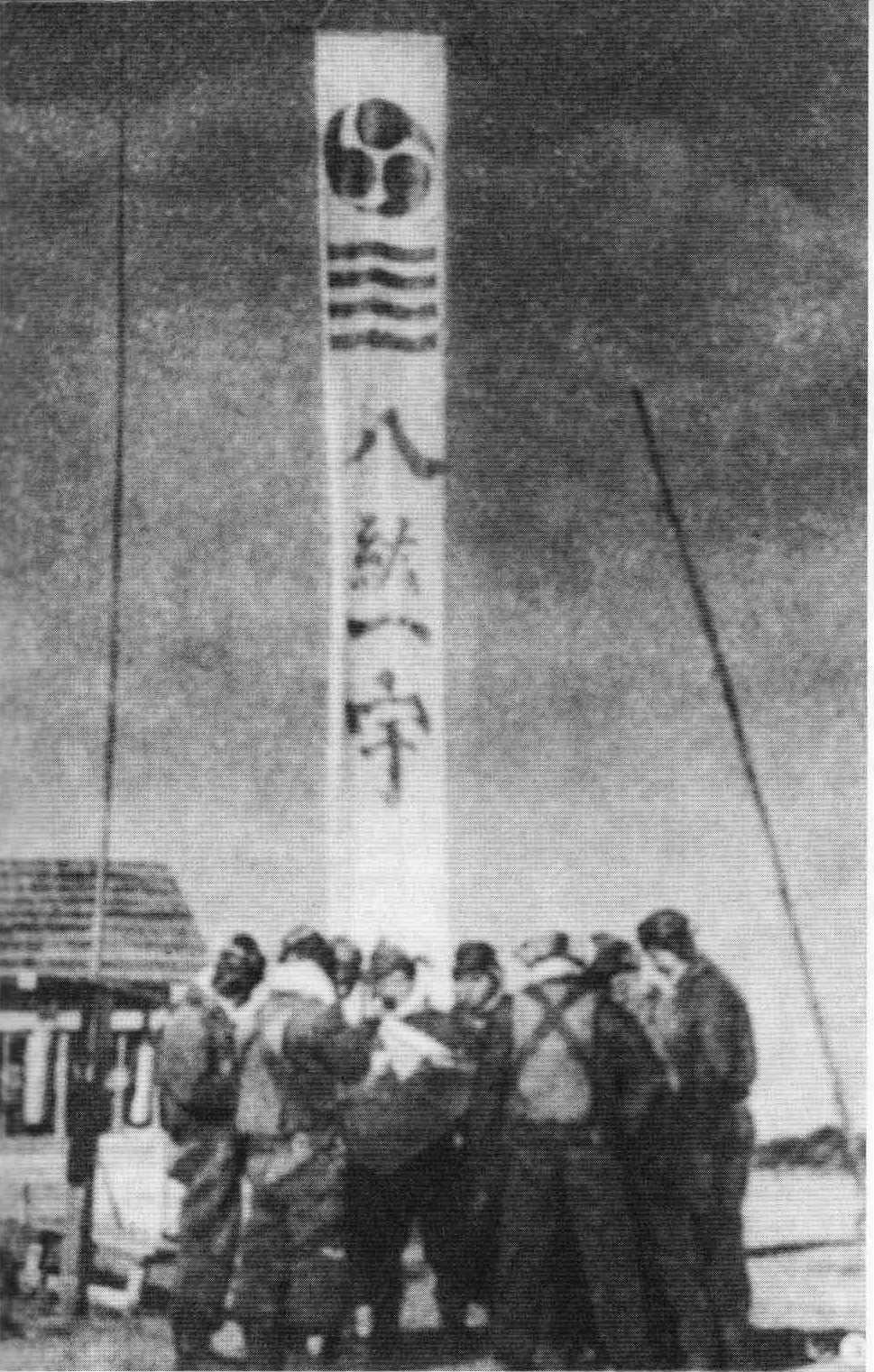
大日本帝国的航空基地上面的“八纮一宇”旗帜

“八紘一宇”是當時日軍宣揚大東亞戰爭正當用語，意為“天下一家”，對日本軍部來說，其意是“統治世界”，展示其侵略的野心。八纮，指八方极远之地。此詞語出中國古籍《列子湯問》：“……汤又问：‘物有巨细乎？有修短乎？有同异乎？’革曰：‘渤海之东不知几亿万里，有大壑焉，实惟无底之谷，其下无底，名曰归墟。八纮九野之水，汉之流，莫不注之，而无增无减焉。’……”。

### 書籍
- 《太平洋戦争史》，歴史学研究会，1953年。
- 《大本営機密日誌》，種村佐孝著，ダイヤモンド社，1952年3月；芙蓉書房出版，1995年8月新装版，ISBN 4829501537。
- 《大東亜戦争肯定論》，林房雄著，番町書房，1964年8月；夏目書房（新装版），2001年8月，ISBN 4931391923。
- 《大東亜戦争始末記 自決編》，田々宮英太郎著，経済往来社，1966年。
- 《大東亜戦争を見直そう》，名越二荒之助著，原書房，1968年8月；明成社（新装版），2007年8月，ISBN 9784944219599。
- 《大日本帝国の興亡》全5卷，約翰・特蘭德（英语：John Toland (author)）原著、德岡孝夫譯，每日新聞社，1984年。
- 《艦長たちの太平洋戦争―34人の艦長が語った勇者の条件》，佐藤和正著，光人社，1983年，ISBN 4769802072。
- 《大東亜戦争への道》，中村粲著，展転社，1990年12月，ISBN 4886560628。
- 《閉された言語空間―占領軍の検閲と戦後日本》，江藤淳，文藝春秋，1994年，ISBN 4167366088。
- 《抹殺された大東亜戦争―米軍占領下の検閲が歪めたもの》，勝岡寛次著，明成社，2005年8月，ISBN 49442193。

### 引用
1. 1 2 3 4 5 6  《東亞三國的近現代史》共同編寫委員會 (编).  香港第一版. 香港: 三聯書店（香港）. 2005. ISBN 962-04-2496-4.
2. ↑  參看《龍馬行(三)》，司馬遼太郎著，遠流出版公司，2012年4月1日，ISBN 9789573269458，頁123。